# Lehmannsfelsen

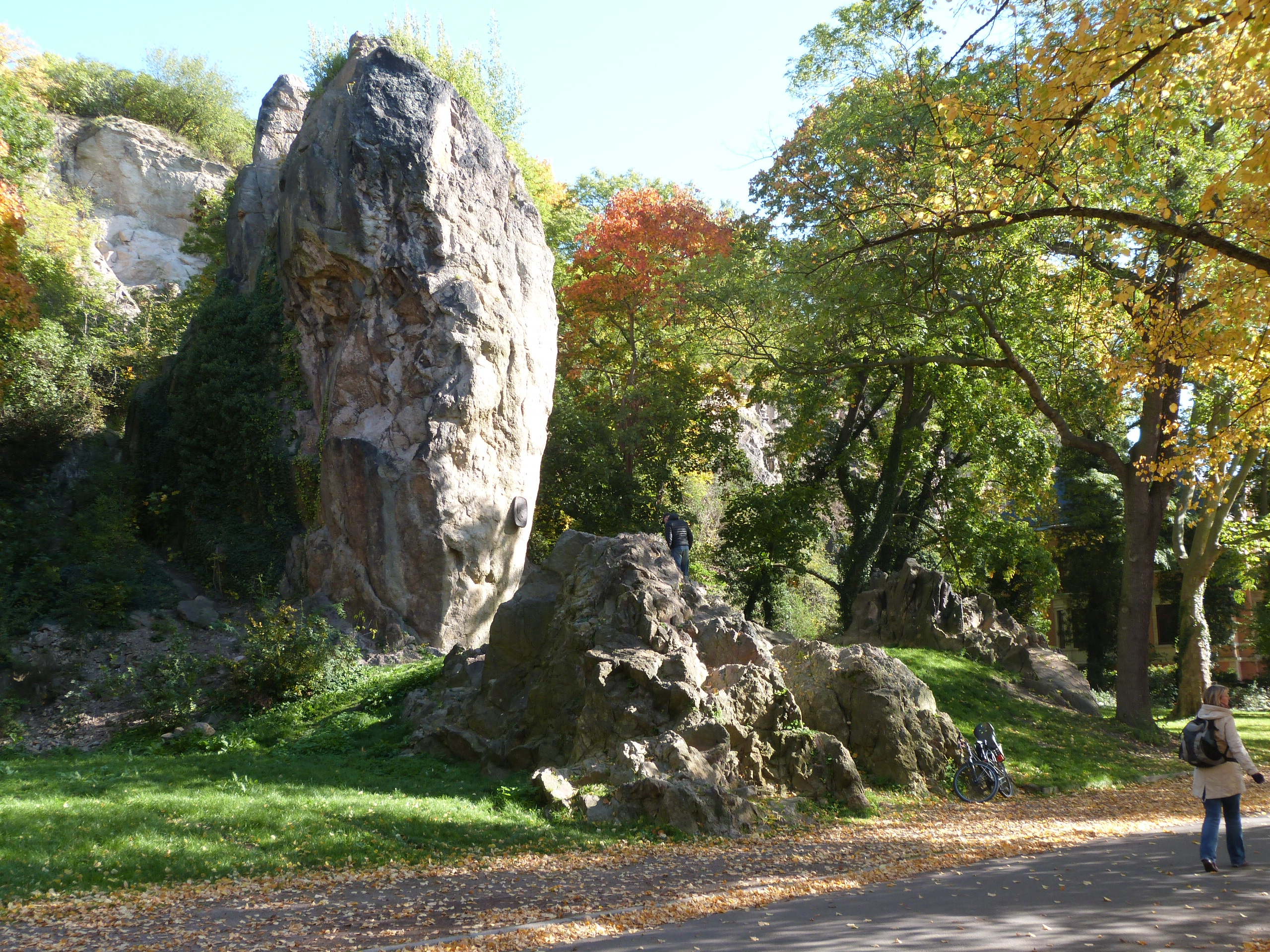
Lehmannsfelsen fotografiert vom Riveufer

Der Lehmannsfelsen, offiziell Heinrich-Heine-Felsen oder kurz Heinefelsen, ist eine Felsformation am Riveufer der Saale in Halle.
Der Felsen besteht wie seine Umgebung aus Porphyr und ist bei dem Abbau des Gesteins als Aussparung bewusst übrig gelassen worden.

## Namensgebung

### Lehmann
Den Namen „Lehmannsfelsen“ erhielt der Felsen nach der in der Nähe gelegenen Villa des Bankiers Heinrich Franz Lehmann. Fast eineinhalb Jahrhunderte lang gehörten die Lehmanns zu den einflussreichsten Bürgern der Stadt, die sich als Bankiers vor allem bei der Umgestaltung Halles zur Industriestadt finanziell engagierten und unter anderem in den Maschinenbau und in die Eisenbahn investierten. Nach der Wirtschaftskrise musste die Familie die von Heinrich Franz Lehmann gegründete Bank 1931 schließen.

### Heinrich Heine

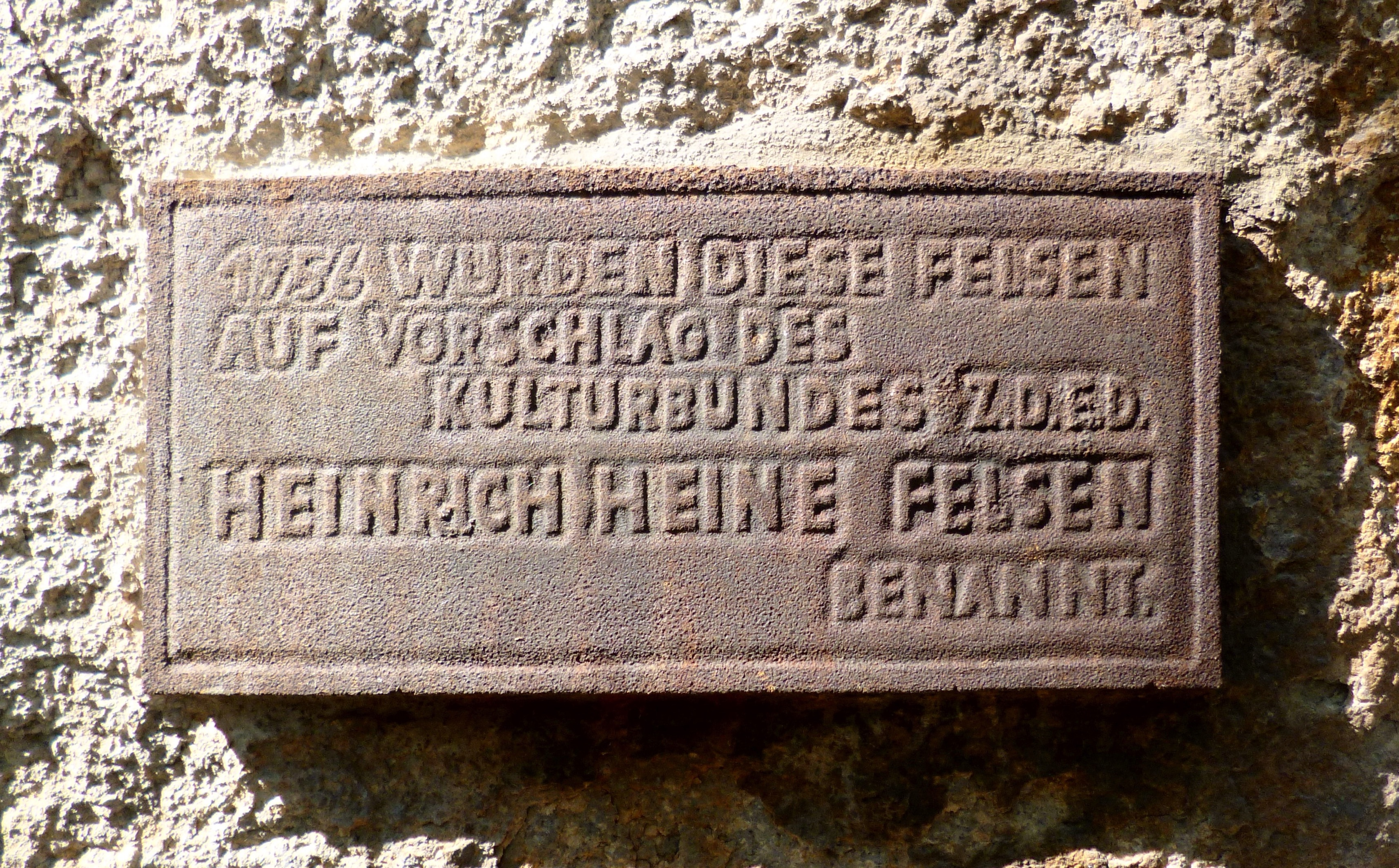
Heinrich Heine Tafel am Lehmannsfelsen

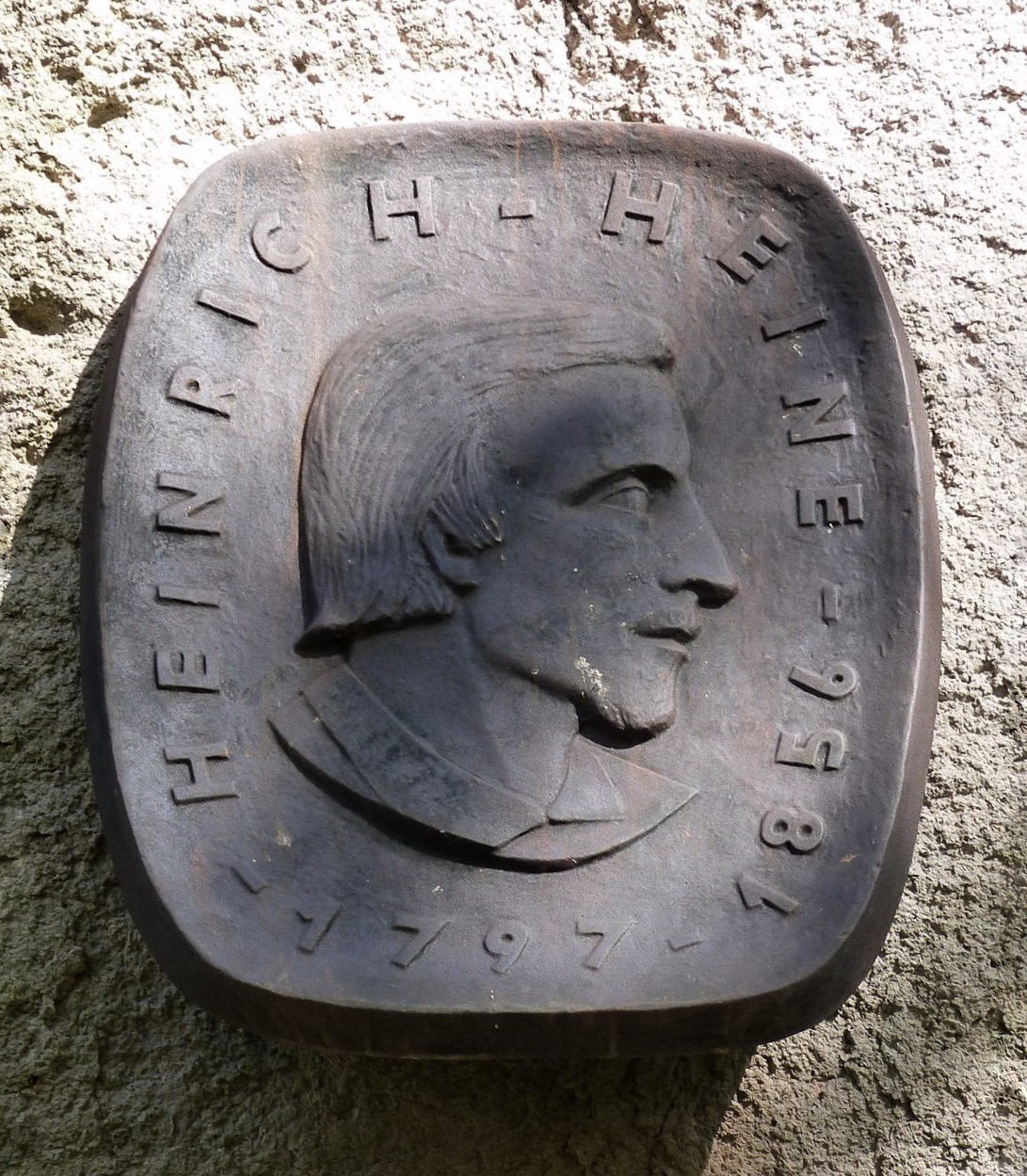
Heinrich Heine Platte am Lehmannsfelsen

Zum 100. Todestag Heinrich Heines 1956 wurden der Felsen und der oberhalb liegende Park offiziell auf Heinrich Heine umbenannt und am Felsen wurden die Platte und das Relief angebracht.

## Geologie
Die Felswand ist ein isolierte Felsnadel als Teil einer alten Steinbruchanlage. Sie ist etwa 20 m hoch und verläuft parallel zur Saale. In ihrem höheren Teil zeigt sich eine gelbliche Auflage aus Kaolinit, bedingt durch Feldspat-Verwitterung. Die Verwitterungsfarbe variiert zwischen dunkelgrau, gelblich bis rötlich, ohne Schichtung. Das porphyrische Gefüge deutet auf Vulkanit hin, mit rötlichbrauner Grundmasse, Kalifeldspäten, Plagioklasen, Quarzen und Biotiten. Schätzungen ergaben ca. 35 % Kalifeldspat, 20 % Plagioklas, 10 % Quarz und 5 % Biotit. Das Gestein ist aufgrund seiner Zusammensetzung als Rhyolith zu identifizieren.